# Nina Yashar
 (février 2020).
Nina Yashar, née à Téhéran en 1957 est une galeriste, curatrice, antiquaire et éditrice spécialisée dans le design. Elle fonde la galerie Nilufar à Milan et dirige depuis 2015 le Nilufar Depot, un espace d’exposition.

## Biographie
Nina Yashar naît dans une famille iranienne d'origine juive. Elle vit en Iran jusqu’à ses 6 ans, puis son père décide de déménager en Europe s’installant à Milan. Son père devient marchand de tapis à Milan. Elle, suit des études d'histoire de l'art à Venise. Une fois diplômée, elle travaille avec son père, mais au bout d’un an elle monte sa propre affaire, Via Belli, à Milan. Elle ouvre sa galerie en 1979 et l’appelle Nilufar, prénom de sa sœur et qui signifie lotus en persan. Sa première exposition, en 1980, est sur le motif des roses sur les tapis. La deuxième est sur les tapis Gabbeh du sud-ouest de l’Iran. Au bout de 12 ans, à la fin du bail, elle s’installe Via Manzoni puis Via Spiga.
Lors d'un voyage en Suède elle découvre les meubles de designers du XXe siècle, dont Alvar Aalto, et en 1998 organise une première exposition mêlant tapis et mobilier : Swedish rugs and Scandinavian design et s’intéresse aux artistes et designers contemporains.
En 2015, elle acquiert un entrepôt proche de Milan, siège de l’Exposition universelle de 2015, le laissant ouvert au public et y organisant régulièrement des expositions. Il contient environ 3 000 pièces et a une surface d’environ 1 500 m2. L’aménagement du nouveau dépôt a été imaginé par Massimiliano Locatelli.
Pour sa galerie, elle compte des clients comme Miuccia Prada, Marc Jacobs, Riccardo Tisci, Ermenegildo Zegna.

## Collaborations
Depuis 2004, elle travaille avec des designers dont Martino Gamper pour le projet 100 chairs, 100 days où le designer crée une chaise par jour avec des matériaux recyclés.
- 2007 : Martino Gamper propose des meubles construits à partir du mobilier récupéré de Gio Ponti (de l’hôtel Principe di Savoia à Sorrente)[9]
- 2011 : Michael Anastassiades[10]
- 2014 : david/nicolas[11]
- 2018 : India Mahdavi imagine un club privé au dessus de la galerie à l’occasion du Salone del Mobile[12]

## Expositions à partir des années 2000
(décembre 2024).
Elle participe au Salon international du meuble de Milan (Salone del Mobile), au Design Miami Basel et au PAD à Londres. En 2005, elle est la première galeriste italienne à avoir été invité au Design/Miami Basel.
Les expositions SPOT sont une forme d’expositions dans des appartements qu'elle a organisé au début des années 2010 à Paris et Beyrouth.

### Liste des expositions
- 2005 : Design Miami / Bâle
- 2008 : Salone del Mobile
- 2009 : Stanze e Camere
- 2010 : Salone del Mobile
- 2010 : Design Miami / Bâle
- 2011 : PAD Londres et Paris
- 2011 : Design Miami / Bâle
- 2011 : Salone del Mobile
- 2012 : Salone del Mobile
- 2013 : SPOT Paris Hôtel Miramion
- 2013 : SPOT Beirut au Bustros Palace
- 2013 : Design Miami / Bâle
- 2013 : Salone del Mobile
- 2014 : Salone del Mobile
- 2014 : Galerie Via Spiga « Even More » (Gio Ponti, Jean Royère, Paolo Venini, Pietro Chiesa, André Sornay, Lindsay Adelman, Bethan Laura Wood, Martino Gamper)
- 2015: PAD Londres
- 2015 : Design Miami / Bâle
- 2016 : PAD Londres
- 2016 : Galerie Via Spiga  « Brazilian Design » (Lina Bo Bardi et Giancarlo Palanti (it))
- 2016 : Salon Art+Design NYC
- 2016 : SQUAT Londres
- 2016 : Design Miami / Bâle
- 2017 : Abi Chelsea (NYC)
- 2017 : Salone del Mobile
- 2017 : Salon NY
- 2017 : Design Miami / Bâle
- 2018 : Dépôt exposition monographique Lina Bo Bardi
- 2018 : Exposition collective : Peter Pilotto, Sabine Marcelis + India Mahdavi
- 2018 : Design Miami / Bâle
- 2018 : Design at Large
- 2018 : Nomad Monaco et St Moritz
- 2019 : dépôt FAR (pour Fuorisalone)
- 2019 : SQUAT Los Angeles
- 2019 : Salon NYC
- 2019 : PAD Londres
- 2019 : Nomad Venise
- 2019 : Design Miami / Bâle
- 2019 : TEFAF NYC